# Encantado (bairro do Rio de Janeiro)
Encantado é um bairro de classe média e média-baixa localizado na Zona Norte carioca. Partido Alto, telenovela da Rede Globo, foi, em parte, lá ambientada. O bairro é também o cenário principal do filme franco-brasileiro Encantado, o Brasil em Desencanto.

## História
É um dos que formam a região do Grande Méier. Tem como limites os bairros de Água Santa, Piedade, Abolição e Engenho de Dentro.
Seu IDH, no ano 2000, era de 0,877, o 35º melhor da cidade do Rio de Janeiro.
É cortado pela Estrada de Ferro Central do Brasil, administrada pela Supervia, e pela via expressa Linha Amarela. Sua estação ferroviária foi desativada no início da década de 70. No Encantado moraram o poeta Cruz e Sousa e Aracy de Almeida, cantora e jurada do programa Sílvio Santos. Retratado na telenovela da Rede Globo Partido Alto, de Aguinaldo Silva e Gloria Perez, o bairro tem este nome por conta de uma lenda que fala de um charreteiro que sumiu como que por encanto nas águas então límpidas do Rio Faria.
Em 2018, o bairro foi retratado no cinema com o longa-metragem documentário Encantado, o Brasil em Desencanto, produzido na França e dirigido pelo cineasta Filipe Galvon, que nasceu e viveu no Encantado.  Lançado no Brasil na plataforma Amazon Prime Video, o filme conta a trajetória política e social brasileira entre a eleição de Lula em 2002 e Bolsonaro em 2018 através das histórias de habitantes da região.

Principais vias do bairro: 
- Rua Goiás : paralela a Estrada de Ferro Central do Brasil liga o bairro a Cascadura

- Rua Clarimundo de Melo : importante via que liga parte do bairro a Cascadura

- Avenida Amaro Cavalcanti : importante via que liga o bairro ao Engenho de Dentro e ao Méier

- Rua Manoel Vitorino : paralela a Rua Goiás liga o bairro a Piedade (Rio de Janeiro)  e a Cascadura

- Rua Guilhermina : liga o bairro a Abolição (Rio de Janeiro)

- Rua José Domingues : liga o bairro a Piedade (Rio de Janeiro)

- Rua Angelina : liga o bairro a Piedade (Rio de Janeiro)

- Rua Pompílio de Albuquerque : liga o bairro a Água Santa

Delimitação do bairro, segundo o Decreto No 5.280 de 23 de agosto de 1985.
“Do entroncamento da Rua Xavier dos Pássaros com a Rua Viana Júnior, seguindo por esta (excluída) até a Rua Manuel Vitorino; por esta (excluída) até o prolongamento da Rua Silvana; por este, até o Ramal Principal da RFFSA; pelo leito deste até a Rua Silvana; por esta (excluída) até a Rua Mário Carpenter; por esta (excluída) até o entroncamento da Rua Angelina com a Rua Ernesto Nunes; por esta (excluída) até a Rua Guilhermina; por esta (incluída) até a Rua Teixeira de Azevedo; por esta (excluída) até a Rua Luís Silva; por esta (excluída) até a Rua Guineza; por esta (excluída) até a Rua General Clarindo; por esta (incluída) até a Rua Guilhermina; por esta (incluída) até o Ramal Principal da RFFSA; pelo leito deste, até o prolongamento da Rua Dois de Fevereiro; por este e pela Rua Dois de Fevereiro (incluída), atravessando a Rua Amaro Cavalcanti, até a Rua Borja Reis; por esta (excluída) até a Rua Paraná; por esta (excluída) até a Rua Clarimundo de Melo; por esta (incluída) até a Rua Xavier dos Pássaros; por esta (excluída) ao ponto de partida.”

## Dados
O bairro de Encantado faz parte da região administrativa do Méier. Os bairros integrantes da região administrativa são: Abolição, Água Santa, Cachambi, Encantado, Engenho de Dentro, Engenho Novo, Jacaré, Lins de Vasconcelos, Méier, Piedade, Pilares, Riachuelo, Rocha, Sampaio, São Francisco Xavier e Todos os Santos.